# Antonio García Gutiérrez

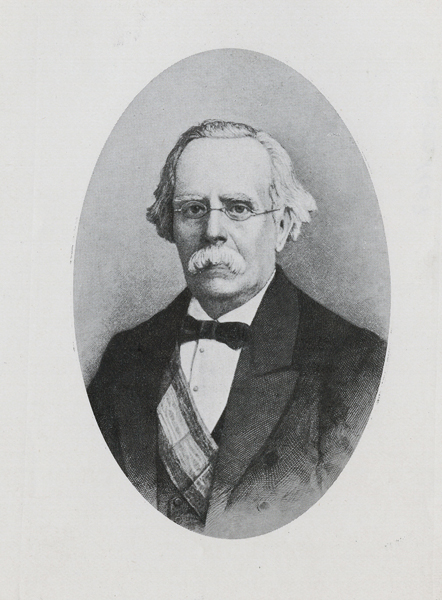
Antonio García Gutiérrez

Antonio María de los Dolores García Gutiérrez (* 5. Juli 1813 in Chiclana de la Frontera Provinz Cádiz; † 6. August 1884 in Madrid) war ein spanischer Dichter, Dramenautor und Librettist der Romantik. Bekannt ist er vor allem für sein Drama El trovador, das die Quelle für Verdis Oper Der Troubadour (1853) darstellte. Auf die begeistert aufgenommene Uraufführung dieses Werkes am 1. März 1836 im Teatro del Príncipe in Madrid soll die Sitte zurückgehen, dass der Autor eines Dramas nach der Vorstellung auf die Bühne gerufen wird, um den Beifall des Publikums entgegenzunehmen. García Gutiérrez lieferte mit seinem Stück Simón Bocanegra (1843) auch die Bühnenvorlage für die Oper Simon Boccanegra von Verdi.

## Leben
Antonio García Gutiérrez begann ein Medizinstudium, das er jedoch abbrach. Nachdem er im Alter von erst 22 Jahren so großen Erfolg mit seinem Drama El trovador errungen hatte, beschloss er, sich ganz der Literatur zu widmen. 1844 ging er nach Kuba, später nach Mexiko und kehrte erst 1850 nach Spanien zurück, wo er mit Ehren überhäuft wurde. Er war Direktor des Archäologischen Nationalmuseums und der Nationalbibliothek und wurde 1862 Mitglied der Real Academia Española. Als spanischer Konsul wirkte er 1870 bis 1872 in Bayonne und Genf. Unter anderem übersetzte er auch einige Komödien von Eugène Scribe und Romane von Alexandre Dumas.

## Werk

### El trovador(1836)
Drama in fünf Akten, in dem Prosa und Vers vermischt werden und das in Aragon im 15. Jahrhundert spielt. Formal zeichnet sich das Drama durch häufige Szenenwechsel aus sowie dadurch, dass zwei Parallelgeschichten, jene der Rache der Zigeunerin und die Liebesgeschichte, miteinander verknüpft werden.
Inhalt: Der Troubadour Manrique, Sohn einer Zigeunerin (Azucena), liebt Leonor, um die auch der Conde de Luna freit. Sie geht in ein Kloster, weil sie glaubt, Manrique sei tot, doch dieser findet sie, und beide fliehen. Der Graf nimmt sie gefangen, Leonor begeht Selbstmord, als Manrique zum Tode verurteilt wird. Nach der Hinrichtung gesteht die Zigeunerin dem Grafen, dass der Troubadour sein Bruder war und dass sie ihn geraubt hatte, um sich für die Hinrichtung ihrer Mutter am Scheiterhaufen zu rächen.
Man hat in dem Stück auch Elemente eines versteckten Klassenkampfes gesehen, da es um Liebe zwischen ungleichen Ständen geht. Ähnliche sozialrevolutionäre Elemente sind auch in anderen Stücken von García Gutiérrez enthalten.

### Weitere Dramen
- El paje (1837)
- El Rey Monje (1837)
- El rey monje (1839)
- El encubierto de Valencia (1840)
- Simón Bocanegra (1843), ebenfalls Basis für eine Verdi-Oper: Simon Boccanegra (1857)
- La venganza catalana Uraufführung 4. Februar 1864 (historisches Drama)
- Juan Lorenzo (1865, historisches Drama)
- Doña Urraca de Castilla
- Las bodas de Doña Sancha
- El tesorero del rey
- Un duelo a muerte
- Zaida
- Afectos de odio y amor
- El bastardo
- De un apuro otro mayor.
- Sendas opuestas
- Los desposorios de Inés
- Eclipse parcial
- Un grano de arena
- Los millonarios
- El caballero de industria
- Crisálida y mariposa (Komödie, 1872)

### Zarzuelas
- El Grumete (1853)
- El robo de las Sabinas
- La tabernera de Londres
- La espada de Bernardo
- El capitán negrero
- Cegar por ver
- Galán de noche
- La cacería real
- Llamada y tropa

### Lyrik
- Poesías (1840)
- Luz y tinieblas (1842)